# Plantage Middenlaan 48
Plantage Middenlaan 48 is een gebouw uit het laatste kwart van de negentiende eeuw aan de Plantage Middenlaan in Amsterdam-Centrum. Het werd in 1991 tot gemeentelijk monument verklaard.
In de jaren 1870 werd er druk gebouwd in de 19e-eeuwse ring om Amsterdam. Zo ook had de bebouwing van de stad de buurt Plantage bereikt. Op de hoek van de Plantage Middenlaan en de Nieuwe Prinsengracht liet grondeigenaar D. Siem een dubbel herenhuis bouwen, ontworpen door architect Jean Servais, dan bedrijf voerend vanuit de P.C. Hooftstraat. De naam van de architect is in een architectsteen te lezen. De bouw werd op 5 december 1874 aanbesteed. In hetzelfde decennium werd de Nieuwe Prinsengracht hier gedempt en in 1880 hernoemd tot Plantage Prinsenlaan. Nadat het pand enkele tientallen jaren door particulieren was bewoond opende op 29 april 1928 de 'Vereniging tot stichting van Joodsche tehuizen Beth Shalom' hier haar eerste (bejaarden)tehuis. Rabbijn Lodewijk Hartog Sarlouis en wethouder Abrahams waren de verantwoordelijken. De stichting had geld bijeengebracht, maar kon zich geen nieuwbouw permitteren. Eigenaar Siem was bereid een grote verbouwing te bekostigen.  Gedurende de nazi-bezetting van Nederland werden de bewoners in 1942/1943 gedeporteerd en trok de Duitse Marine in het gebouw. Na de 1945 bracht de Majellastichting repatrianten onder in het gebouw. Daarna kwam het KLM-woonhuis. In 1953 opende het NIISA, de opvolger van Nederlands-Israëlitisch Armbestuur, hier weer een tehuis voor ouderen: Beth Menoecha. Burgemeester Arnold d'Ailly kwam het in december 1953 openen. In 1963 vertrok Beth Menoecha naar Plantage Westermanlaan. In 1976 stond Plantage Middenlaan 48 te koop, het pand werd toen omschreven als een gebouw met souterrain, parterre en drie verdiepingen met in totaal van 56 kamers. De vraagprijs was 1,5 miljoen gulden. In 1991 werd het tot gemeentelijk monument verklaard, sindsdien vonden een aantal verbouwingen plaats van  met name het interieur. In de 21e eeuw werd er een hotel in gevestigd.
In 1973 werd op de groenstrook nabij het gebouw het Monument voor het Kunstenaarsverzet van Carel Kneulman geplaatst.

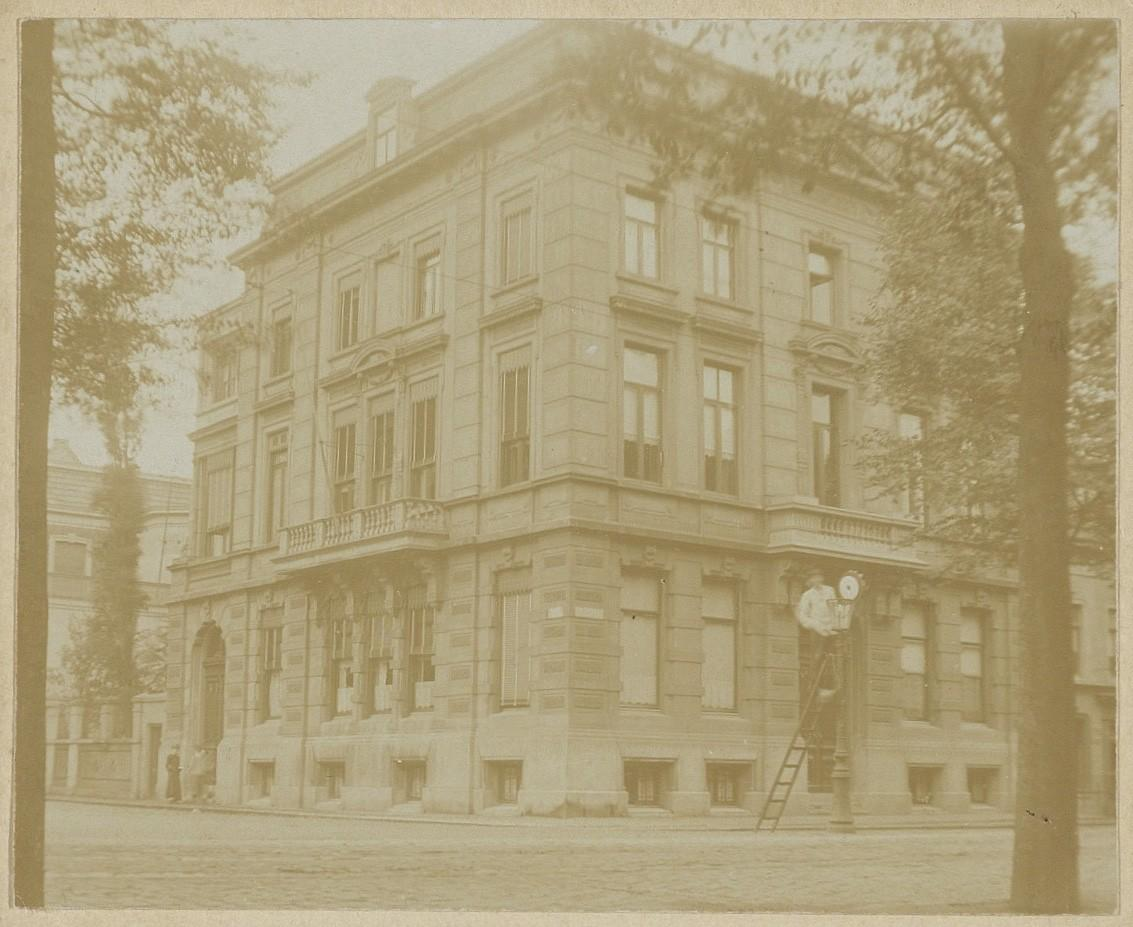
PLantage Middenlaan 48 rond 1900